# 華樂女男爵瑪麗·華樂
華樂女男爵海倫·瑪麗·華樂，CH，DBE，FBA，FMedSci（英語：Helen Mary Warnock, Baroness Warnock，1924年4月14日—2019年3月20日），本姓威爾遜（Wilson），英國倫理、教育和心靈哲學家及存在主義作家。她於1984年至1991年出任劍橋大學格頓學院院長。她的丈夫傑弗里·華樂爵士（Sir Geoffrey Warnock，1923年－1995年）也是哲學家，曾任牛津大學校長；她的胞兄文郁生爵士（Sir Duncan Wilson，1911年－1983年）是英國外交官。
華樂夫人曾於1978年和1984年分別受英國政府委託主持委員會發表《華樂報告書》（Warnock Report），前一份報告書針對特殊教育建議加入「融合教育」元素；後一份報告書則探討有關人類受孕及胚胎學的議題。